# Evans Mills (New York)
Evans Mills est un village situé dans le comté de Jefferson, dans l'État de New York, aux États-Unis,. En 2010, il comptait une population de 621 habitants.

## Démographie
Lors du recensement de 2010, le village comptait une population de 621 habitants. Elle est estimée, en 2019, à 556 habitants.